# Walter Kern (Mathematiker)
Walter Kern (* 1. März 1957 in Nürnberg; † 29. Januar 2021) war ein deutscher Mathematiker und Hochschullehrer.

## Leben
Walter Kern studierte Mathematik in Erlangen und wurde 1985 in Köln bei Achim Bachem promoviert.
Er lehrte ab 1988 als Associate Professor an der Universität Twente (Niederlande) mit den Schwerpunkten Diskrete Mathematik und mathematisches Programmieren.